# Gåsmamman

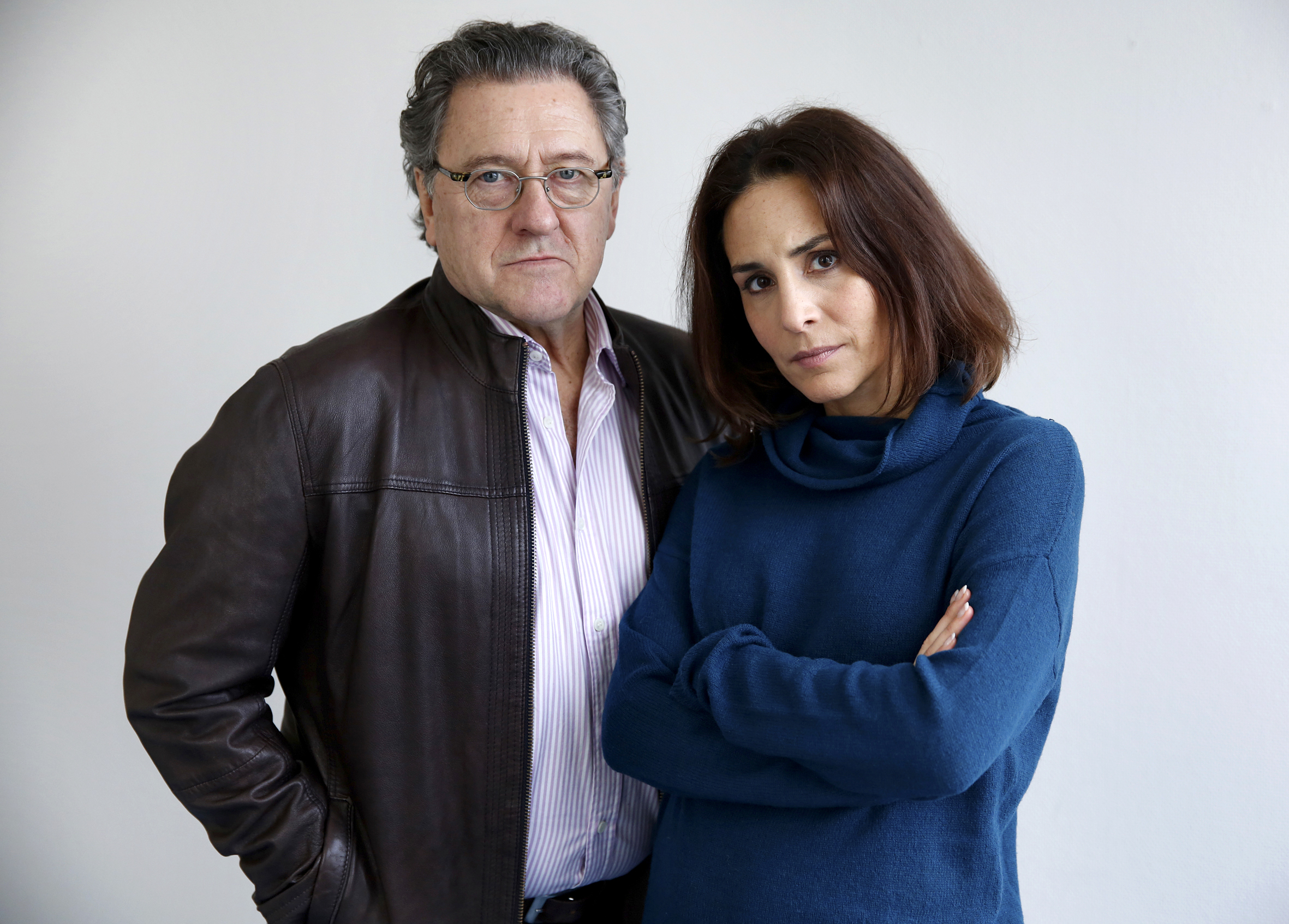
Los actores Tommy Körberg y Alexandra Rapaport.

Gåsmamman, es una serie de televisión sueca transmitida desde el 26 de noviembre del 2015 hasta ahora por medio de la cadena C More Series.
La serie ha contado con la participación de actores como Mårten Svedberg, Viktor Åkerblom, Gudmundur Thorvaldsson, Christian Wennberg, Johan Berg, Mariah Kanninen, Ingi Hrafn Hilmarsson, entre otros...
A principios del verano del 2016 comenzaron las filmaciones de la segunda temporada, la cual fue estrenada el 24 de noviembre del mismo año. La tercera temporada se estrenó el 28 de septiembre del 2017.

## Historia
Sonja vive una vida sin preocupaciones con su familia en Estocolmo y trabaja como contadora en la empresa familiar en la marina, sin embargo un día Sonja se ve introducida en el mundo del crimen para salvar a su familia.

## Personajes

### Personajes principales
| Actor                      | Personaje             | Ocupación | N.º de episodios | Duración        |
| -------------------------- | --------------------- | --------- | ---------------- | --------------- |
| Alexandra Rapaport         | Sonja Ek              | Contadora | 25               | 2015 - presente |
| Clara Christiansson        | Nina Ek               | -         | 19               | 2015 - presente |
| Edvin Ryding               | Linus Ek              | -         | 19               | 2015 - presente |
| Joel Lützow                | Gustav Ek             | -         | 19               | 2015 - presente |
| Grynet Molvig              | Klara Nordin          | -         | 19               | 2015 - presente |
| Anja Lundkvist             | Kattis Berg Antonsen  | -         | 19               | 2015 - presente |
| Christian Svensson         | Barry                 | -         | 19               | 2015 - presente |
| Shebly Niavarani           | Emil Svensson         | -         | 19               | 2015 - presente |
| Lisette Pagler             | Hanna Lind            | -         | 19               | 2015 - presente |
| Ulf Friberg                | Lukas Sandrini        | -         | 19               | 2015 - presente |
| Magnus Roosmann            | Fredrik Ek            | -         | 18               | 2015 - presente |
| Ivan Mathias Petersson     | Niklas Nordin         | -         | 18               | 2015 - presente |
| Tommy Körberg              | Anders Nordin         | -         | 18               | 2015 - presente |
| Frans Rosengarten          | Winston Berg Antonsen | -         | 18               | 2015 - presente |
| Francisco Sobrado          | Rosales               | -         | 12               | 2015 - presente |
| Anastasios Soulis          | Zac                   | -         | 11               | 2016 - presente |
| Tobias Zilliacus           | John                  | -         | 11               | 2016 - presente |
| Rakel Wärmländer           | Mimmi "Fickan" Olsson | -         | 11               | 2016 - presente |
| Ana Gil de Melo Nascimento | Juana                 | -         | 11               | 2016 - presente |
| Bahador Foladi             | Speedy                | -         | 11               | 2016 - presente |
| Morgan Alling              | Simon Svart           | -         | 11               | 2016 - presente |
| Allan Svensson             | Henrik Östling        | -         | 11               | 2016 - presente |
| Mårten Torsson             | Kasper                | -         | 11               | 2016 - presente |
| Cilla Thorell              | Louise Blom           | -         | 11               | 2016 - presente |
| Emil Almén                 | Kevin                 | -         | 11               | 2016 - presente |
| Andrea Björkholm           | Amira                 | -         | 11               | 2016 - presente |
| Siw Erixon                 | Mona                  | -         | 11               | 2016 - presente |
| Alexandra Alegren          | Ella                  | -         | 11               | 2016 - presente |

### Antiguos personajes
| Actor                     | Personaje           | Ocupación         | N.º de episodios | Duración |
| ------------------------- | ------------------- | ----------------- | ---------------- | -------- |
| Lars Bringås              | Hugo                | -                 | 10               | 2016     |
| Mikael Brolin             | Boris               | -                 | 10               | 2016     |
| Claes Hartelius           | Hans Lind           | -                 | 10               | 2016     |
| Liv Lemoyne               | Bojan               | -                 | 10               | 2016     |
| Sally Lindberg            | Tora Östling        | -                 | 10               | 2016     |
| Henrik Norman             | Domare              | -                 | 10               | 2016     |
| Pontus Olgrim             | Jesper              | -                 | 10               | 2016     |
| Jessica Olsson            | Ida Östling         | -                 | 10               | 2016     |
| Bahar Pars                | Kristin Valle       | -                 | 10               | 2016     |
| Mi Ridell                 | Lisa                | -                 | 10               | 2016     |
| Marie-Therese Sarrazin    | -                   | Enfermera         | 10               | 2016     |
| Pierre Tafvelin           | Gunde Pral          | -                 | 10               | 2016     |
| Mela Tesfazion            | Tina                | -                 | 10               | 2016     |
| Christian Wennberg        | -                   | Abogado de Niklas | 10               | 2016     |
| Nils Willers              | Adam Östling        | -                 | 10               | 2016     |
| Susanne Thorson           | Magdalena Nordin    | -                 | 8                | 2015     |
| Peshang Rad               | Johan Nordin        | -                 | 8                | 2015     |
| Andreas Kundler           | Stein Berg Antonsen | -                 | 8                | 2015     |
| Moira Twengström          | Jill                | -                 | 8                | 2015     |
| Madeleine Barwén Trollvik | Felicia             | -                 | 8                | 2015     |
| Gustaf Hammarsten         | Broman              | -                 | 6                | 2015     |
| Angela Kovács             | -                   | Terapeuta         | 4                | 2015     |
| Pia Halvorsen             | -                   | Mayor             | 4                | 2015     |
| Alexander Gäfvert         | -                   | Guardaespaldas    | 4                | 2015     |
| Fredric Grecke            | Isaak               | -                 | 2                | 2015     |

## Episodios
El 26 de noviembre del 2015 se estrenó la primera temporada de la serie, la cual estuvo conformada por 8 episodios.
La segunda temporada estuvo conformada por 10 episodios, la cual fue estrenada el 24 de noviembre del 2016 y finalizó sus transmisiones el 22 de diciembre del mismo año.
La tercera temporada se estrenó el 28 de septiembre del 2017 y hasta ahora a emitido 6 episodios.

## Producción
La serie es dirigida por Richard Holm, cuenta con el apoyo de los escritores Camilla Ahlgren y Martin Asphaug.
Producida por Birgitta Wännström, cuenta con los productores ejecutivos Jon Petersson, Alexandra Rapaport, Michael Porseryd con el apoyo del productor de línea Johanna Wennerberg. La cinematografía está en manos de Olof Johnson.
La serie fue estrenada el 18 de febrero del 2015 a través de "Kanal5".
Cuenta con la compañía productora "Endemol Sweden" en coproducción con "Discovery Networks Sweden" y "C More Entertainment". Otra compañía involucrada en la serie es "Svenska Filminstitutet (SFI)".
Desde el 2015 es distribuida por "C More" en la televisión de Suecia y en el 2016 a través de "Discovery Networks Sweden".